# Kapitalismus als Religion
 Denne artikel bør gennemlæses af en person med fagkendskab for at sikre den faglige korrekthed.
    Artiklen er en oversættelse af den tilsvarende tyske i denne version fra 27. oktober 2014

Kapitalismus als Religion ('Kapitalisme som religion')  er et fragment af den tyske filosof Walter Benjamin fra 1921,, hvor han undersøgte paralleller og forskelle mellem kapitalisme og religion i moderniteten. 
Ifølge Benjamin skal kapitalismen ses som en religion, idet den skal befri for de samme bekymringer, angst og uro som de såkaldte religioner tidligere gav svar på.
Den religiøse kvintessens i kapitalismen beskrev Benjamin i fragmentet i fire kendetegn. 

## Kendetegn 1, kapitalismen som kultreligion
Det første kendetegn er kapitalismen som ren kultreligion, der hverken har en bestemt teologi, et  dybere trosindhold eller følger bestemte dogmer. Teologisk betragtet kan man deri se en slags panteisme der udgår fra en usynlig (gudelig) magt i alt. Imidlertid er dogmer som regler og moralprincipper uomgåelige for solidaritet og for beskyttelse af de fattige. En fri, dogmeløs panteisme som i kapitalismen er derfor grundstenen for priviligering af de rige og en dermed forbunden ulighed i muligheder.

## Kendetegn 2, kultens permanente udstrækning
Som det andet kendetegn beskrives kultens permanente udstrækning (Benjamin VI, 100). Præmissen er at menneskets egentlige bestemmelse kommer til udtryk ved de  helligdagsfejringer der kendetegner de forskellige religioner.
Festens undtagelsestilstand fra hverdagen giver mulighed for at besinde sig på det nødvendige. Den  kapitalistiske kult i form af konsum bliver dog ubrudt fejret på alle ugedage. Det betyder en fremmedgørelse af mennesket over for dette nødvendige og dets oprindelse på ģrund af komsumverdenens permanente bedøvelse. Det bidrager til menneskets distraktion eller afledning og hang til laster. Den vedvarende nydelsestilstand, som konsumindustrien nyder godt af, iscenesætter en perfekt verden (ty. eine "heile Welt"). Derved bemærkes menneskets fremmedgørelse ikke, og besindelsen glemmes.

## Kendetegn 3, kapitalismen som skylddannende kultus
Det tredje kendetegn behandler den religiøse kapitalisme som skylddannende kultus. Det drejer sig ikke længere om forsoning, men om bagatelisering (ty. 'Verharmlosung') og universalisering af skyld. I kapitalismens økonomiske skyldslogik er skyldsættelse en  væsentlig og sågar en nødvendig del af systemet, for eksempel kredittagning. Den i den hedenske forestilling medfødte 'naturlige skyld' er ugyldiggjort, og hele verden gjort skyldig, med håbet om senere frelse eller udfrielse.  Egoistiske egenskaber og laster som nid, havesyge og stolthed skal ikke længere forsones, men tjene til kapitalismens fremdrift og funktion. Skyldsbevidstheden er indoptaget eller accepteret og bragt i anvendelse til at muliggøre en nærmest uindskrænket kappestrid i den private sektor.

## Kendetegn 4, den skjulte gud
Som kendetegn nummer fire for den religiøse kapitalisme nævner Benjamin at dens gud må være skjult (Benjamin VI 101). Kapitalismens skjulte gud er mennesket. Ved stolthed og rivalisering hæver eller ophøjer mennesket sig selv indtil det fremtræder som et overmenneske. Resultatet er en selvforgudelse der overflødiggør og afviser omvendelse og soning. Da der heller ikke er tale om nogen  inddæmning af laster, bliver den uendelige overvurdering og forgudelse af det stolte menneske til fare for hele verden.